# David Lloyd-Jones (musicien)
Pour les articles homonymes, voir David Lloyd-Jones.
David Matthias Lloyd-Jones, né le 19 novembre 1934 à Londres et mort le 8 juin 2022, est un chef d’orchestre britannique spécialiste de musique britannique et russe. 

## Biographie
Avant la Seconde Guerre mondiale, la famille de Lloyd-Jones a été évacuée vers l'ouest du pays de Galles. Là, il n'a eu aucun contact avec la musique classique jusqu'à ce qu'il découvre Mozart à l'école à l'âge de neuf ans. Pour son 10e anniversaire, son père l’emmène à son premier concert avec l'Orchestre philharmonique de Londres, au Royal Albert Hall. À partir de ce moment, il a développé un amour de la musique, en particulier britannique, celle de Ralph Vaughan Williams par exemple, ainsi que la musique russe.
David Lloyd-Jones a étudié au Magdalen College de l'université d'Oxford.
Lloyd-Jones commence sa carrière en 1959 en tant que répétiteur à l'Opéra royal de Covent Garden. Il fait ses débuts  professionnels de chef d’orchestre  en 1961 avec l'Orchestre philharmonique royal de Liverpool. Il a dirigé la « New Opera Company » de 1961 à 1964 et a continué à bâtir sa réputation avec des concerts d'orchestre et de chorale. Il a également participé à des émissions de la BBC et à des productions d'opéras dans des studios de télévision.
En 1972, il a été nommé directeur musical adjoint du Wells Opera Sadler (aujourd'hui English National Opera), où il a mené un vaste répertoire avec notamment la première représentation britannique de Guerre et Paix de Sergueï Prokofiev.
En 1978 Lloyd-Jones a fondé et  dirigé l'orchestre de l'Opéra du Nord. Au cours des douze saisons suivantes, il a dirigé plus de cinquante productions à Leeds et dans tout le Nord de l'Angleterre, notamment la première représentation britannique de Jonny spielt auf d'Ernst Křenek et la première britannique de Daphné de Richard Strauss.
Parmi les productions notables figurent A Village Romeo and Juliet de Frederick Delius , Le Prince Igor d'Alexandre Borodine, Die Meistersinger von Nürnberg de Richard Wagner, Les Troyens d'Hector Berlioz, L'Amour des trois oranges de Sergei Prokofiev, Iolanta et Casse-noisette de  Tchaïkovski  ainsi que la première mondiale de Rebecca (inspiré du roman de  Daphne du Maurier) de  Wilfred Josephs .
Lloyd-Jones a dirigé les orchestres à la Royal Opera House, l'Opéra national du pays de Galles et l'Opéra écossais ainsi qu'aux festivals de  Wexford, Cheltenham, Édimbourg et Leeds. Il a été directeur musical du Festival de la Bradford Choral Society.
En dehors des opéras, il a également dirigé des concerts d'orchestre  dans les grandes villes d'Europe, de Scandinavie, de Russie, d' Israël, du Japon, d'Australie et des Amériques et dans des festivals en France et en Allemagne,.
- Pour les enregistrements Lloyd-Jones se spécialise dans la musique britannique et russe, souvent avec Hyperion et Naxos. Ses enregistrements ont inclus le premier enregistrement  du  Summer's Last Will and Testament (Testament d'été) de Constant Lambert, sorti en 1992 et Tirésias, en 1999[3],[4].
- Lloyd-Jones a réalisé un enregistrement  du grand opéra d'Arthur Sullivan Ivanhoe avec Chandos, (2010), nommé pour un Grammy Award[5].

Par ailleurs David Lloyd-Jones a publié en 1984 la partition complète des Gondoliers de Gilbert et Sullivan, puis, en 1998, celle de L'Enfance du Christ de Berlioz.
Il meurt en juin 2022.